# Drymonia solitaria
Drymonia solitaria är en tvåhjärtbladig växtart som först beskrevs av Henry Hurd Rusby, och fick sitt nu gällande namn av Wiehler. Drymonia solitaria ingår i släktet Drymonia och familjen Gesneriaceae. Inga underarter finns listade i Catalogue of Life.